# ゴイ
ゴイ（Goy、ヘブライ語: גוי）とは、ヘブライ語聖書で「民族」を指す語。非ユダヤ人の諸民族を指す複数形のゴイム（goyim、גוים、גויים）は、『出エジプト記』34章24節の「我は汝の前に諸民族を追放するであろう」という表現にも見られ、古代ローマ時代にはすでに「異教徒」の意味をもつようになって久しかった。後者はイディッシュ語に見られる表現である。
現在では専ら非ユダヤ人を指す差別語でもあり、クリスチャンやムスリムに対して広く用いられるが、ユダヤ人がユダヤ教以外のあらゆる宗教を奉じる人々を指して使うことが多い。

## ヘブライ語聖書
トーラーではゴイやその異形が、ヘブライ人や異教徒に言及する中で550回以上使用。初出は『創世記』10章5節で、当初は非ユダヤ民族を指す悪意の無い語であった。ヘブライ人に関する初の言及は、神がアブラハムに対して、子孫が偉大なる民族（goy gadol）を形成すると約束した、『創世記』12章2節に見られる。
『出エジプト記』19章6節ではユダヤ人が「聖なる民族」（goy kadosh）と述べられているように、初期のヘブライ語聖書ではゴイをヘブライ人に対して用いることが多い一方、後には他民族を指すようになってゆく。
翻訳された聖書の中には、ゴイムという語を訳出せず、国名として扱っているものもある。『創世記』14章1節では「ゴイムの王」はティドアル（テダル）であるとなっている。聖書の解説書の中にはゴイムはグティウムを示しているかもしれないとするものもある。

## ユダヤ教ラビ
旧約聖書で選民についてのより詩的かつ、ユダヤ人学者の間で一般的な表現の1つに、神が聖書の中でユダヤ人を「この世で唯一無二の民族」（goy ehad b'aretz）と宣言している箇所がある（『サムエル記上』7章23節および『歴代志上』17章21節）。
ラビ文学においては世界に70の民族（goyim）がおり、いずれも独自の言語を持つとしている。当該節では「彼（神）がイスラエルの数に従って国境を取り決めた」（『申命記』32章8節）としており、中世フランスのラビであるラシは、「セムから生まれることになるイスラエルや、エジプトに下ったイスラエルの70の魂により、彼は70の言語（によって特徴付けられる）『国境』を取り決めた」と主張。
一方、ハイム・イブン・アターは「（エルサレム神殿にある）メノーラーという7脚の蝋燭は世界の70民族に対応し、それぞれ（の蝋燭）が10（の民族）を表している。これはそれらが皆西方（の蝋燭）、つまりユダヤ人の反対側で輝いていることをほのめかしている」とした。

## 現代の用法

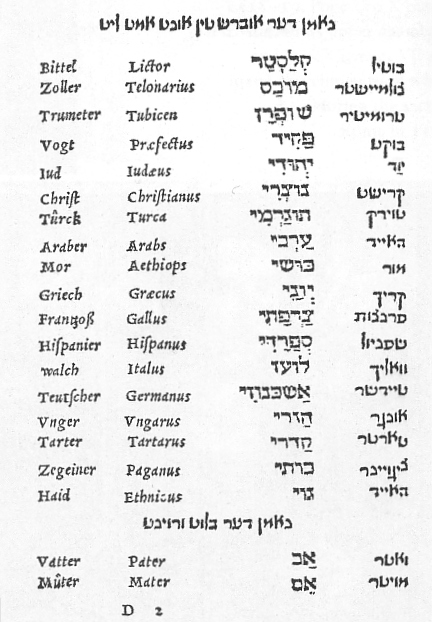
エリア・レヴィタのイディッシュ-ヘブライ-ラテン-ドイツ対訳辞書より（16世紀）。ラテン語で「民族」（ethnicus）と訳された「ゴイ」という語を含む諸民族の一覧

前述の通り、ラビ文学では「ゴイ」という語の意味がヘブライ人、ないしはユダヤ人から「ユダヤ人以外の民族」へと変遷してきた。後にはそのような非ユダヤ人を指す語として定着するに至る。
現代ヘブライ語およびイディッシュ語では、「ゴイ」という語が異教徒（gentile）を表す一般的な表現である。なお、両者には関連があり、古代ギリシャ語で「タ・エスネ」（τα έθνη）が「ハ・ゴイム」（ha goyim）を訳す際に用いられ、いずれも「諸民族」を表す。ラテン語では「gentilis」が「民族」という意味があるギリシャ語の「タ・エスネ」を訳すために使われており、「gentile」という語につながってゆく。
英語では非ユダヤ人を意味する侮蔑語である。なお、否定的な意味合いを避けるため、「非ユダヤ人」を表す場合「gentile」や「non-Jew」といった語を使うのが無難とされる。
イディッシュ語では非ユダヤ人を指すのに相応しい唯一の語であるため、英語とイディッシュ語が話せる場合、あえて用いる者も多い。